# Справжній мюоній
У фізиці елементарних частинок справжній мюоній — це теоретично передбачений екзотичний атом, який представляє зв’язаний стан мюона та антимюона (μ + μ − ). Існування справжнього мюонію добре підтверджено теоретично в рамках Стандартної моделі. Його властивості в межах Стандартної моделі визначаються квантовою електродинамікою та можуть бути змінені фізикою за межами Стандартної моделі.
Справжній мюоній ще не спостерігався експериментально, хоча він, можливо, був отриманий в експериментах із зіткненнями пучків електронів і позитронів.  Очікується, що орто-стан справжнього мюонію (тобто стан із паралельним вирівнюванням спінів мюона та антимюона) буде відносно довгоживучим (з часом життя 1,8 × 10−12 с) і розпадатиметься переважно до e + e − пари, що дозволяє експерименту LHCb в CERN спостерігати за ним із набором даних, зібраним до 2025 року. 